# Живые
«Живые» (англ. Alive, также «Выжить») — кинофильм Фрэнка Маршалла, реконструкция событий о крушении уругвайского самолёта над Андами в 1972 году. Фильм снят по книге Пирса Пола Рида «Живые: История спасшихся в Андах», основанной на документальном материале.

## Сюжет
Самолёт уругвайской авиакомпании «Таму», на борту которого находились преимущественно члены студенческой команды по регби «Олд Кристианс», их друзья и родственники, летел в Сантьяго, где должен был состояться товарищеский матч. Однако долететь до столицы Чили им было не суждено. В условиях сильного тумана и турбулентности самолёт задел скалы и рухнул на высокогорное плато, развалившись на куски. При падении благодаря снегу, смягчившему удар, чудом уцелело более половины людей.
Отсутствие точных координат падения не позволило поисковым группам самостоятельно обнаружить разбившийся самолёт. Через какое-то время поиски были вообще приостановлены из-за отсутствия у пассажиров шансов на спасение. Об этом выжившие услышат по маленькому радиоприёмнику.
Когда были съедены последние припасы, инстинкт самосохранения заставил превозмочь чувство отвращения и пренебречь моральными табу. Чтобы не умереть с голоду и не замерзнуть, живые начали употреблять человеческое мясо, хорошо сохраняющееся при минусовой температуре высокогорья. Ситуация усугублялась ещё и тем, что они вынуждены были есть своих бывших знакомых, вето было наложено только на родственников.
Несмотря на несколько неудачных попыток перейти горы, ребята всё же решаются на большой переход. Инициирует его Нандо Паррадо (Итан Хоук), который потерял в авиакатастрофе мать и сестру, был ранен, но, несмотря ни на что, смог стать настоящим лидером среди теряющих веру товарищей. Двое, рискнувшие перейти через неприступный горный массив, спустились в долину, откуда и была вызвана помощь. Произошло это только на 71 день после крушения. Из 33 человек, выживших в авиакатастрофе, до спасения дожили 16.

## В ролях
- Итан Хоук — Нандо Паррадо
- Винсент Спано — Антонио Бальби
- Джош Хэмилтон — Роберто Канесса
- Брюс Рэмси — Карлитос Паэс
- Джон Малкович — Карлитос Паэс в зрелом возрасте
- Дэнни Нуччи — Хьюго Диаз
- Джон Хеймс Ньютон — Антонио «Тинтин» Висинтин
- Дэвид Кригел — Густаво Сербино
- Кевин Брезнахан — Рой Харлей
- Сэм Беренс — Хавьер Метоль
- Иллеана Дуглас — Лилиана Метоль
- Джек Ноузуорти — Бобби Франсуа

## Производство
Основным местом съёмок был канадский лыжный городок Панорама.